# José Antolínez
José Claudio Antolinez (ochrzczony 7 listopada 1635 w Madrycie, zm. 30 maja 1675 tamże) – hiszpański malarz okresu baroku.
Był uczniem Francisca Riziego. Malował obrazy religijne i portrety. Stworzył nowe ujęcie tematu Niepokalane Poczęcie (ok. 25 wersji)

## Wybrane dzieła
- Chrzest Chrystusa –  1660-75, 39 × 30 cm, Ermitaż, Sankt Petersburg
- Ekstaza św. Magdaleny –  1670-75, 205 × 163 cm, Prado, Madryt
- Niepokalane Poczęcie –  165 × 110 cm, Prado, Madryt
- Niepokalane Poczęcie –  1666, 216 × 159 cm, Prado, Madryt
- Niepokalane Poczęcie –  ok. 1660, 213 × 170 cm, Ashmolean Museum, Oksford
- Portret dziewczynki –  Ok. 1660, 58 × 46 cm, Prado, Madryt
- Sprzedawca obrazów –  ok. 1680, 201 × 125 cm, Stara Pinakoteka, Monachium
- Święta Rodzina –  40 × 60 cm, Muzeum Sztuk Pięknych w Budapeszcie
- Zdjęcie z krzyża –  1660-75, 39 × 30 cm, Ermitaż, Sankt Petersburg
- Zwiastowanie –  1665-75, 202,5 × 152, 5 cm, Ermitaż, Sankt Petersburg